# کفر سوسه
کفر سوسه (به عربی: کفر سوسة) یک منطقهٔ مسکونی در سوریه است که در دمشق واقع شده‌است.